# سورورالسک
شهر سورورالسک (به روسی: Североуральск) در کشور روسیه و در اوبلاست سوردلوفسک واقع شده‌است.